# 潘人木
潘人木（1919年2月28日—2005年11月3日），本名潘佛彬，女。祖籍江蘇，生於遼寧。作家、小說家、兒童文學家。

## 生平
潘人木初一時親歷九一八事變，高中畢業時又遇上七七事變，勝利後又經國共內戰，雖然戰禍連年，但學業一直未輟，最後畢業於重慶沙坪坝國立中央大學外文系。
潘人木1949年來台，開始認真寫作，曾數次獲獎。並曾擔任臺灣省教育廳兒童編輯小組編輯及總編輯十七年，任內編輯《中華兒童百科全書》及兒童叢書數百冊。退職後又替台英社主編(Child Craft)翻譯十六冊。小說方面有獲獎作品《如夢記》、《蓮漪表妹》及《馬蘭的故事》三本，還有一本散文集《哀樂小天地》及兒童書數十冊。
潘人木後來罹患肺癌，於2005年11月3日病逝於台大醫院，享年八十七歲。

## 年表
- 1919年，生於遼寧省法庫縣賀爾海村。
- 1942年，在重慶畢業于国立中央大学（南京大學）外文系。畢業後任職于重慶中國海關總署、新疆女子師範學院。
- 1949年，遷居台灣，開始文學創作生涯。
- 1965年，開始兒童文學創作，任台灣省教育廳兒童讀物編輯小組編輯、總編輯。
- 1981年，退休後在台灣英文雜誌社主編《世界親子圖書館》。
- 2005年11月3日下午二時病逝於台大醫院，享年八十七歲。

## 文學生涯
潘人木1950年代初開始創作，被稱為臺灣“風頭最健”之女作家。1950年發表短篇小說〈如夢記〉，獲中華文藝獎金委員會頒發的雙十節獎金第一名。1952年出版長篇小說「蓮漪表妹」，獲中華文藝獎金委員會的高額獎金，其長篇小說〈馬蘭自傳〉又在1954年獲得該會的國父誕辰獎金。1962年榮獲中國文藝協會所頒發的中國文藝獎章小說獎。
1965年，潘人木開始發表兒童文學作品，作品題材豐富，有兒歌、童話、兒童故事、兒童散文等，此外尚有譯作。此時期筆名之多，讓人歎為觀止，計有：馮偉、吳葉、慎思、於慎思、唐逸陶、潘遂、立德、唐茵、求實、王求實、朱蒂娜、曼怡、雲美、凌雲美 （页面存档备份，存于）、吳明、周菊、小玲、夏小玲、李麗雯、安迪、簡安迪、凌安迪、蔣凱倫、愛麗、蔣愛麗、胡麗麗等。其中，以唐逸陶之名發表的「冒氣的元寶」，1978年獲臺灣省教育廳第一期金書獎“最佳寫作獎”；以於慎思之名發表的「小螢螢」，於1979年獲蟬聯第二期金書獎“最佳寫作獎”。
潘人木曾經加入中國婦女寫作協會。

## 書目

### 小說
- 如夢記，文藝創作出版社，1951（中篇）
- 蓮漪表妹，文藝創作出版社， 1952（長篇，1985年改寫後由純文學出版社重新發行，2001年改由爾雅出版社印行）
- 馬蘭自傳，1953（長篇，1987年改寫後，書名改為《馬蘭的故事》由純文學出版社重新發行）
- 塞上行，1957（長篇，中華日報連載，未出單行本）
- 雪嶺驚魂，1960（長篇，中華日報連載，未出單行本）
- 哀樂小天地，純文學出版社，1981（短篇）

### 兒童文學
（多數已絕版，僅列出尚在出版者）
- 二人比鐘（國小教材）
- 圓仔山（與曹俊彥合著），台英出版社
- 咱去看山，台英出版社
- 龍家的喜事，信誼基金出版社
- 小胖小，信誼基金出版社
- 走金橋，信誼基金出版社
- 數數兒，信誼基金出版社
- 小乖熊的兔兒爺，信誼基金出版社
- 拍花蘿，信誼基金出版社
- 丁伶郎，三民書局
- 老手杖直溜溜，麥田出版
- 龍來的那年，幼翔
- 鼠的祈禱，民生報
- 潘人木兒歌集，民生報
- 牽我、看我、拍我、數我、誇我，國語日報
- 小紅和小綠，小魯出版社
- 冒氣的元寶，小魯出版社

## 資料來源
1. ↑  . 自由時報. 2017-10-24  [2023-03-16]. （原始内容存档于2023-04-04） （中文（臺灣））.

## 外部連結
- 潘人木[永久]—國家圖書館當代文學史料系統。
- 潘人木 （页面存档备份，存于）—全國文化信息資源共享工程。
- 懷念潘人木先生—臺灣英文雜誌社。
- 潘人木生平簡介 （页面存档备份，存于）—五〇年代文藝雜誌及作家影像資料庫（國立成功大學台灣文學系）
- 家小檔案 姓名：潘佛彬（女） 筆名：潘人木 （页面存档备份，存于）